# Paula Banholzer
Paula Banholzer (ur. 6 sierpnia 1901, zm. 1989) – przyjaciółka i kochanka pisarza Bertolta Brechta, autorka wspomnień o nim.

## Życiorys
Była córką Anny i Carla Banholzerów, augsburskich lekarzy. W latach 1917–1918 Brecht studiował na Uniwersytecie Ludwika i Maksymiliana w Monachium nauki przyrodnicze, medycynę i literaturę. W 1918 musiał przerwać, gdyż został wcielony jako sanitariusz do jednego z augsburskich szpitali wojskowych. W tym czasie poznał Paulę Banholzer.
30 lipca 1919, kiedy Bertolt miał jedynie 21 lat, a ona niespełna 18, urodziła ich syna, Franka (wcielony do Wehrmachtu, zginął na froncie wschodnim w 1943). Jakiś czas po urodzeniu dziecka rozstała się z Brechtem, który w 1922 wziął ślub z aktorką Marianne Zoff.
Brecht zwykł ją nazywać „kochaną małą złośnicą” (liebste kleine Zornige) albo „Bi” (bittersweet). Jest autorką wspomnień o Brechcie (So viel wie eine Liebe: unbekannte Brecht). W 1992 roku ukazały się listy Brechta do Pauli, pt. Liebste Bi: Briefe an Paula Banholzer.

## Upamiętnienie
Paulę Banholzer zagrała w sztuce Brechta Über Die Verführung von Engern (Brecht-Collage) w roku 1998 Miriam Gruenke.